# Lac de Bort-les-Orgues
Le lac de Bort-les-Orgues (parfois appelé lac de Val) est un lac artificiel français de 10,72 km2, résultant de la création du barrage de Bort-les-Orgues, sur le haut cours de la Dordogne, entre 1942 et 1952. Il marque l'entrée du cours d'eau dans ses gorges.
Long de 21 km, le lac se partage entre les départements de la Corrèze (Nouvelle-Aquitaine), du Cantal et du Puy-de-Dôme (Auvergne-Rhône-Alpes). C'est le troisième plus grand lac de barrage du Massif central, et le treizième plus grand lac artificiel de France.

## Géographie
Le lac se situe sur le territoire de dix communes :
- Cantal : Beaulieu, Lanobre ;
- Corrèze : Bort-les-Orgues, Confolent-Port-Dieu, Monestier-Port-Dieu, Sarroux - Saint Julien ;
- Puy-de-Dôme : Labessette, Larodde, Savennes, Singles.

Outre la Dordogne, il est alimenté par de nombreux cours d'eau parmi lesquels la Mortagne et le Chavanon qui se jettent dans le lac en son extrémité nord, et plus au sud par la Burande, le Rigaud, le Dognon, la Panouille, la Tialle et le Lys.

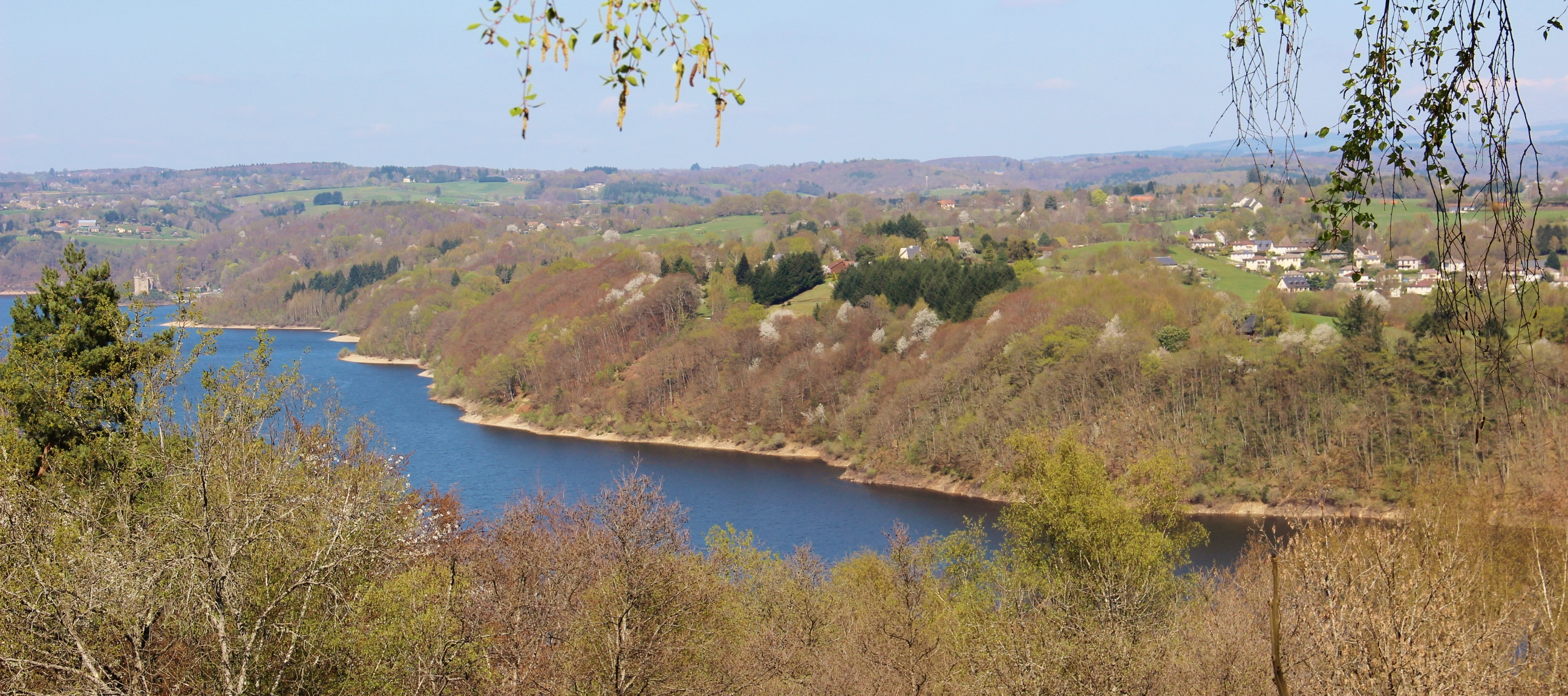
Lac de Bort-les-Orgues et le château de Val

## Histoire

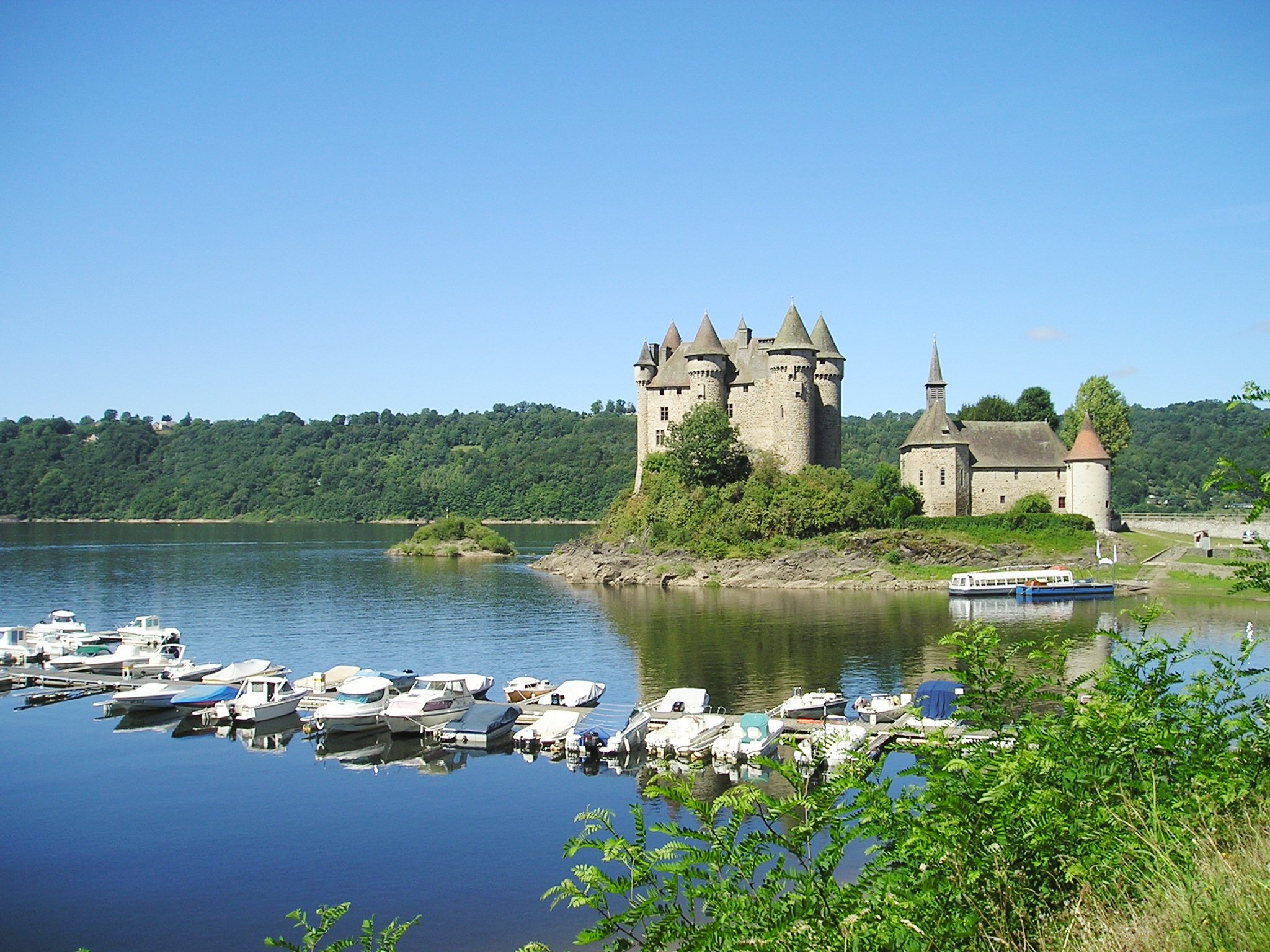
Le château de Val, au bord du lac.

Les travaux de construction du barrage de Bort-les-Orgues ont débuté en 1942, et la mise en eau ne s'achève qu'en 1952, les travaux ayant été retardés en raison de conditions géologiques non prévues.
La mise en eau du barrage a notamment occasionné la submersion du bourg de Port-Dieu et de la voie ferrée Bourges - Miécaze, qui ne sera jamais rebâtie.
Initialement destiné à être englouti, le château de Val a finalement été épargné. Situé sur la rive cantalienne du lac, sur le territoire communal de Lanobre, il est néanmoins propriété de la commune de Bort-les-Orgues. Le lac est proche des orgues phonolitiques de Bort, et les vestiges de l'ancien prieuré de Port-Dieu sont situés au nord, sur sa rive occidentale.
Sa partie cantalienne appartient au parc naturel régional des volcans d'Auvergne. Son extrémité nord est intégrée au parc naturel régional de Millevaches en Limousin, depuis l'adhésion de la commune de Confolent-Port-Dieu à la charte du Parc en 2019.

## Activités

### Bases de loisirs
Au sud du lac en Corrèze se trouve la base de loisirs des Aubazines. Sur la rive cantalienne se trouve la base nautique de la Siauve et près du château de Val la base de loisirs de la plage de Val.